# Albino Galvano
Albino Galvano (Torino, 16 dicembre 1907 – Torino, 18 dicembre 1990) è stato un pittore, storico dell'arte e filosofo italiano.

## Biografia
Albino Galvano nasce a Torino il 16 dicembre 1907, negli anni in cui l'arte occidentale vedeva iniziare il nuovo secolo delle avanguardie.
Allievo di Felice Casorati tra il 1928 e il 1931, si laurea presso la Facoltà di Magistero di Torino con una tesi su “La pedagogia della religione”. Affascinato dall’immobile perfezione delle forme dipinte dal suo maestro e, contemporaneamente, da una pittura di colore legata ad una visione naturalista, Galvano esordisce alla Biennale di Venezia del 1930 e alla I° Quadriennale romana del 1931. Sul finire degli anni Trenta si laurea in filosofia completando la sua figura di intellettuale poliedrico: pittore, critico d’arte, saggista e docente di storia e di filosofia nel liceo classico Vincenzo Gioberti e nel liceo scientifico Galileo Ferraris e di estetica e pittura all'Accademia Albertina di Torino.
Dopo il 1945 la sua attività di pittore si volge a forme d’arte di ricerca, attraversando l’espressionismo e il neo-liberty per giungere all’astratto e al concretismo. 
Dal 1948 a Torino promuove il MAC (Movimento Arte Concreta) con Bruno Munari, Atanasio Soldati, Gillo Dorfles, Annibale Biglione, Adriano Parisot e Filippo Scroppo, firmandone il manifesto; collabora ai bollettini del movimento con diversi articoli.

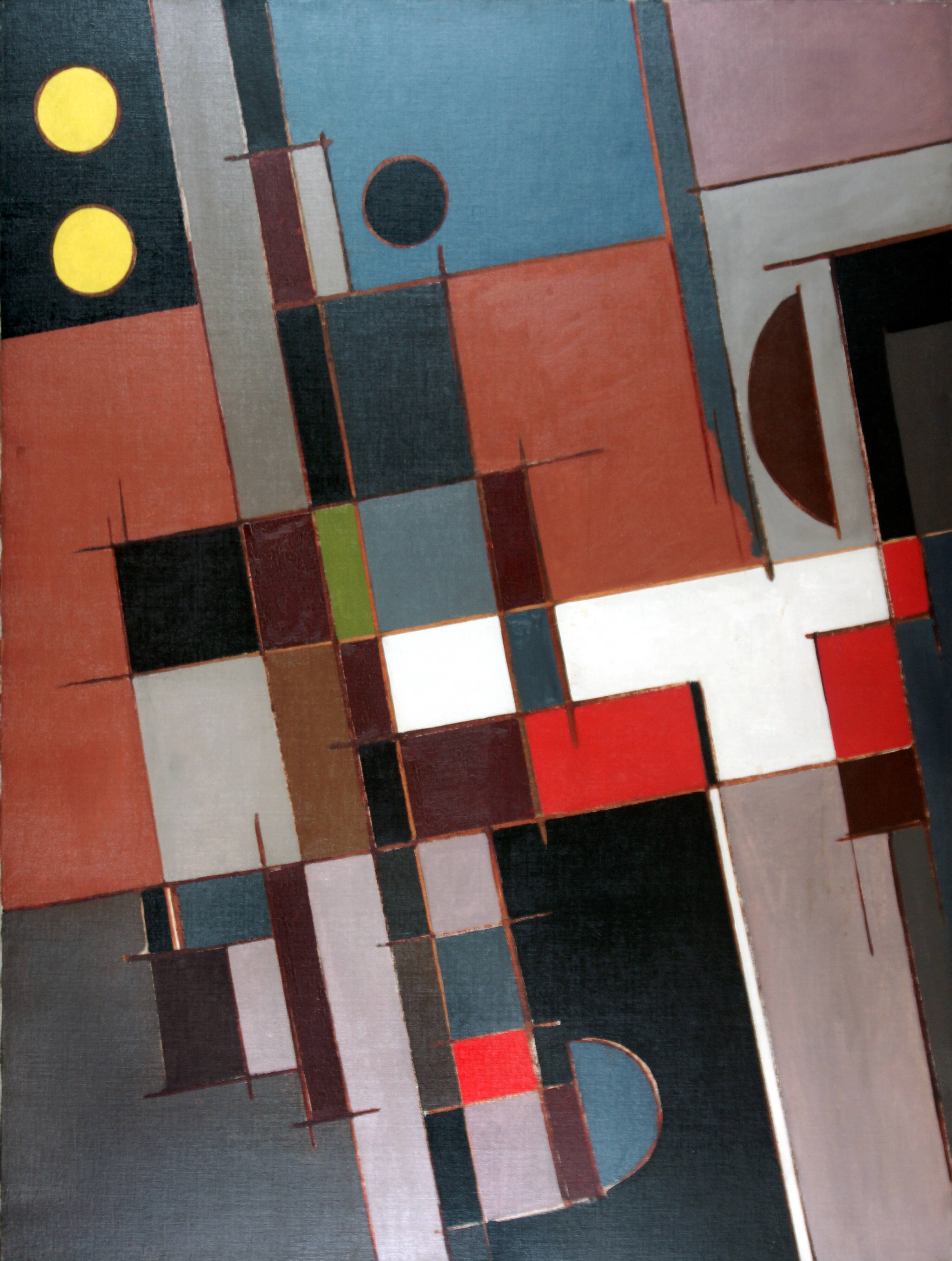
Albino Galvano, Cadenza, olio su tela, 130x100, 1951. Opera MAC, collezione privata

Nel dopoguerra fonda con Pippo Oriani la rivista “Tendenza” e tiene la pagina critica su “La Nuova Stampa”; in seguito collabora alle più diverse riviste culturali italiane e firma importanti saggi per cataloghi di mostre storiche. In ambito pittorico l’astrazione ritorna d’interesse negli anni '70 grazie agli influssi del successivo periodo informale. È il momento degli “Iris”, cari alla memoria del poeta francese Stéphane Mallarmé, consegnati in immagini allusive, araldiche ed emblematiche, ispirate alla natura.
L’astrazione lirica sospinge la pittura di Albino Galvano a una svolta contrassegnata dal periodo dei “Nastri” e delle “Bandiere” realizzati tra il 1965 e il 1972. Il segno diviene illusoriamente oggettuale e il modo con cui si deposita sulla tela simboleggia concettualmente l’azione primaria del fare pittura, ovvero l’atto di dipingere.
Il colore, raffinatissimo, è legato ai dettati grafici di una cultura passata attraverso quell’inversione del simbolismo nell’astrattismo che è da Galvano indicata come linea filogenetica della sua pittura non figurativa. 
Muore a Torino il 18 dicembre 1990.

## Mostre
Partecipa 4 volte alla Quadriennale di Roma e a 6 edizioni della Biennale di Venezia, precisamente quelle del 1930, del 1948, del 1950, del 1952, del 1954 e del 1956.

## Albino Galvano nei musei
- MACC, Calasetta

## Testi critici
- Artemis efesia: il significato del politeismo greco, Adelphi, Milano, 1967
- La pittura, lo spirito e il sangue,  Il Quadrante Ed., Torino, 1988
- Diagnosi del moderno. Scritti scelti 1934-1985, Aragno, Torino, 2018